# Estadi Tianhe
Estadi Tianhe (xinès: 天河体育中心体育场) és un estadi polivalent del districte de Tianhe, Guangzhou, Guangdong, Xina. Actualment s'utilitza per a partits de futbol.

## Història
La construcció de l'estadi va començar el 4 de juliol de 1984 a l'antic emplaçament de l'aeroport de Guangzhou Tianhe. Es va obrir l'agost de 1987 per als Jocs Nacionals de la Xina de 1987. Va acollir la final de la primera Copa del Món Femenina de la FIFA el 1991. L'estadi acull els partits a casa de l'equip de futbol local Guangzhou Evergrande Taobao des del 2011.
L'estadi va acollir les finals de futbol dels Jocs Asiàtics del 2010 i el partit final de la Lliga de Campions de l'AFC dues vegades, el 2013 i el 2015.
El febrer de 2016, el Guangzhou Evergrande Taobao va obtenir els drets d'explotació de l'estadi de Guangzhou Sports Bureau durant vint anys.

## Transport
Es pot arribar a l'estadi agafant la línia 1 de metro de Guangzhou fins a l'estació del centre esportiu Tianhe (porta est), la línia 3 fins a l'estació Linhexi (porta nord) i la línia 1 o 3 fins a l'estació Tiyu Xilu (porta oest i porta sud).